# Doda
Doda là một thị xã và là nơi đặt ủy ban khu vực quy hoạch (notified area committee) của quận Doda thuộc bang Jammu và Kashmir, Ấn Độ.

## Địa lý
Doda có vị trí 33°08′B 75°34′Đ / 33,13°B 75,57°Đ Nó có độ cao trung bình là 1107 mét (3631 feet).

## Nhân khẩu
Theo điều tra dân số năm 2001 của Ấn Độ, Doda có dân số 13.249 người. Phái nam chiếm 63% tổng số dân và phái nữ chiếm 37%. Doda có tỷ lệ 76% biết đọc biết viết, cao hơn tỷ lệ trung bình toàn quốc là 59,5%: tỷ lệ cho phái nam là 85%, và tỷ lệ cho phái nữ là 61%. Tại Doda, 10% dân số nhỏ hơn 6 tuổi.